# SideOneDummy Records
SideOneDummy Records – niezależna, kalifornijska wytwórnia płytowa, promująca muzykę alternatywną, założona w 1995 roku przez muzyków Joe Siba i Billa Armstronga. Obaj zaczęli osobno w tym biznesie, Sib jako właściciel SideOne Records, Armstrong startował z projektem Dummy Records; SideOneDummy powstał w wyniku połączenia sił. Wytwórnia ma swoją siedzibę w Los Angeles.

## Zespoły muzyczne
- 7 Seconds
- American Eyes
- Avoid One Thing
- Bedouin Soundclash
- Flogging Molly
- Gogol Bordello
- Goldfinger
- Go Betty Go
- Kill Your Idols
- Maxeen
- MxPx
- Piebald
- The Briggs
- The Casualties
- The Mighty Mighty Bosstones
- The Suicide Machines
- VCR